# 哈里森鎮區 (印地安納州斯潘塞縣)
哈里森鎮區（英語：Harrison Township）是位於美國印地安納州斯潘塞縣的一個行政鎮區。

## 地方資料
根據2010年美國人口普查的數據，哈里森鎮區的面積為142.90平方千米，當中陸地面積為142.10平方千米，而水域面積為0.80平方千米。當地共有人口2000人，而人口密度為每平方千米14人。